# S-Adenosylhomocystein
S-Adenosylhomocystein (SAH) ist eine organische Verbindung, die aus einer Einheit der Aminosäure Homocystein und einer Einheit des Nukleosids Adenosin besteht. Es ist ein wichtiges metabolisches Intermediat bei Säugetieren und tritt insbesondere als Nebenprodukt von Methylierungsreaktionen mittels S-Adenosylmethionin (SAM) auf.

## Biologische Bedeutung
S-Adenosylhomocystein (SAH) tritt im Metabolismus von Säugetieren zusammen mit Methionin auf. Methionin kann unter Einsatz von ATP zu S-Adenosylmethionin (SAM) umgewandelt werden. SAM wirkt wiederum als Methylierungsmittel und als Nebenprodukt einer Methylierung wird SAH gebildet. SAH inhibiert die meisten Enzyme die Methylierungen mit SAM katalysieren, sodass das SAH abgebaut werden muss, was unter anderem durch die Bildung von Homocystein durch die Adenosylhomocysteinase (EC 3.3.1.1) möglich ist. Homocystein kann im Rahmen zweier Reaktionen wieder in Methionin umgewandelt werden, konkret die Umwandlung von Betain in Dimethylglycin oder die Regenerierung von Tetrahydrofolat aus 5-Methyltetrahydrofolat. Alternativ kann es auf einem irreversiblen Reaktionsweg über Cystathionin und Cystein zu Sulfat abgebaut werden. SAH als Produkt der Methylierung mit SAM wirkt unter anderem als starker Inhibitor von DNA-Methyltransferasen. Erhöhte Level von SAH führen dadurch zu DNA-Hypomethylierung und in der Folge zu verschiedenen Krankheitsbildern.